# Słowacja na Zimowych Igrzyskach Olimpijskich 2022
Słowacja na Zimowych Igrzyskach Olimpijskich 2022 – występ kadry sportowców reprezentujących Słowację na igrzyskach olimpijskich, które odbyły się w Pekinie, w Chińskiej Republice Ludowej, w dniach 4-20 lutego 2022 roku.
Reprezentacja Słowacji liczyła pięćdziesięcioro zawodników – trzynaście kobiet i trzydziestu siedmiu mężczyzn.
Był to ósmy start Słowacji na zimowych igrzyskach olimpijskich.

## Zdobyte medale
Słowacy zdobyli dwa medale - złoto narciarki alpejskiej Petry Vlhovej i brąz męskiej reprezentacji hokejowej. Był to trzeci wynik w dotychczasowej historii startów Słowacji na zimowych igrzyskach olimpijskich i najsłabszy od Zimowych Igrzyskach Olimpijskich 2014 w Soczi.
| Data      | Medal | Zawodnik | Dyscyplina            | Konkurencja      |
| --------- | ----- | --- | --------------------- | ---------------- |
| 9 lutego  | Złoto | Petra Vlhová | Narciarstwo alpejskie | slalom kobiet    |
| 19 lutego | Brąz  | Branislav Konrad Patrik Rybár Matej Tomek Michal Čajkovský Peter Čerešňák Marek Ďaloga Martin Gernát Samuel Kňažko Martin Marinčin Šimon Nemec Mislav Rosandić Peter Cehlárik Marko Daňo Adrián Holešinský Marek Hrivík Libor Hudáček Tomáš Jurčo Miloš Kelemen Michal Krištof Kristián Pospíšil Pavol Regenda Miloš Roman Juraj Slafkovský Samuel Takáč Peter Zuzin | Hokej na lodzie       | turniej mężczyzn |

## Reprezentanci

### Biathlon
| Zawodnik                                                                 | Konkurencja                | Strzelanie                | Czas                  | Strata   | Miejsce | Źródło |
| ------------------------------------------------------------------------ | -------------------------- | ------------------------- | --------------------- | -------- | ------- | ------ |
| Matej Baloga                                                             | bieg indywidualny mężczyzn | 4 (0+1+1+2)               | 58:47,1               | +9:59,7  | 84.     | [ 1 ]  |
| Matej Baloga                                                             | sprint mężczyzn            | 1 (0+1)                   | 27:41,3               | +3:40,9  | 85.     | [ 1 ]  |
| Šimon Bartko                                                             | bieg indywidualny mężczyzn | 7 (2+3+1+1)               | 59:47,8               | +11:00,4 | 88.     | [ 2 ]  |
| Šimon Bartko                                                             | sprint mężczyzn            | 3 (2+1)                   | 26:58,8               | +2:58,4  | 65.     | [ 2 ]  |
| Ivona Fialková                                                           | bieg indywidualny kobiet   | 6 (0+4+1+1)               | 49:54,2               | +5:41,5  | 46.     | [ 3 ]  |
| Ivona Fialková                                                           | bieg pościgowy kobiet      | 7 (0+4+1+2)               | 40:06,3               | +5:19,4  | 36.     | [ 3 ]  |
| Ivona Fialková                                                           | sprint kobiet              | 4 (1+3)                   | 23:11,8               | +2:27,5  | 41.     | [ 3 ]  |
| Paulína Fialková                                                         | bieg indywidualny kobiet   | 4 (0+2+1+1)               | 49:10,7               | +4:58,0  | 42.     | [ 4 ]  |
| Paulína Fialková                                                         | bieg masowy kobiet         | 8 (0+3+1+4)               | 44:04,8               | +3:46,8  | 26.     | [ 4 ]  |
| Paulína Fialková                                                         | bieg pościgowy kobiet      | 2 (0+2+0+0)               | 37:25,7               | +2:38,8  | 10.     | [ 4 ]  |
| Paulína Fialková                                                         | sprint kobiet              | 1 (0+1)                   | 22:12,0               | +1:27,7  | 14.     | [ 4 ]  |
| Henrieta Horvátová                                                       | bieg indywidualny kobiet   | 3 (0+1+1+1)               | 52:16,1               | +8:03,4  | 68.     | [ 5 ]  |
| Henrieta Horvátová                                                       | sprint kobiet              | 1 (1+0)                   | 24:20,7               | +3:36,4  | 72.     | [ 5 ]  |
| Veronika Machyniaková                                                    | bieg indywidualny kobiet   | 5 (1+2+0+2)               | 55:21,7               | +11:09,0 | 83.     | [ 6 ]  |
| Veronika Machyniaková                                                    | sprint kobiet              | 3 (2+1)                   | 26:13,2               | +5:28,9  | 88.     | [ 6 ]  |
| Michal Šíma                                                              | bieg indywidualny mężczyzn | 2 (0+1+0+1)               | 54:09,0               | +5:21,6  | 43.     | [ 7 ]  |
| Michal Šíma                                                              | sprint mężczyzn            | 1 (1+0)                   | 27:02,3               | +3:01,9  | 68.     | [ 7 ]  |
| Tomáš Sklenárik                                                          | bieg indywidualny mężczyzn | 5 (2+2+1+0)               | 58:08,1               | +9:20,7  | 80.     | [ 8 ]  |
| Tomáš Sklenárik                                                          | sprint mężczyzn            | 3 (1+2)                   | 27:46,3               | +3:45,9  | 87.     | [ 8 ]  |
| Ivona Fialková Henrieta Horvátová Veronika Machyniaková Paulína Fialková | sztafeta kobiet            | 0+1 0+2 0+3 0+2 2+3 0+1 - | 17:43,0 20:10,2 LAP - | -        | 19.     | [ 9 ]  |
| Michal Šíma Matej Baloga Šimon Bartko Tomáš Sklenárik                    | sztafeta mężczyzn          | 0+0 0+2 0+1 0+2 2+3 0+2 - | 21:39,2 22:10,1 LAP - | -        | 21.     | [ 10 ] |
| Ivona Fialková Paulína Fialková Michal Šíma Tomáš Sklenárik              | sztafeta mieszana          | 3+3 0+3 1+3 0+1 5+3 - -   | 19:15,9 19:45,2 LAP - | -        | 17.     | [ 11 ] |

### Biegi narciarskie
| Zawodnik           | Konkurencja                | Kwalifikacje | Kwalifikacje | Ćwierćfinały | Ćwierćfinały | Półfinały | Półfinały | Finał     | Finał   | Finał   | Źródło |
| Zawodnik           | Konkurencja                | Czas         | Miejsce      | Czas         | Miejsce      | Czas      | Miejsce   | Czas      | Strata  | Miejsce | Źródło |
| ------------------ | -------------------------- | ------------ | ------------ | ------------ | ------------ | --------- | --------- | --------- | ------- | ------- | ------ |
| Barbora Klementová | bieg indywidualny kobiet   | —            | —            | —            | —            | —         | —         | 34:59,2   | +6:52,9 | 77.     | [ 12 ] |
| Barbora Klementová | sprint kobiet              | 3:34,87      | 57.          | NQ           | NQ           | NQ        | NQ        | NQ        | NQ      | 57.     | [ 12 ] |
| Ján Koristek       | bieg łączony mężczyzn      | —            | —            | —            | —            | —         | —         | 1:25:38,7 | +9:28,9 | 45.     | [ 13 ] |
| Ján Koristek       | bieg masowy mężczyzn       | —            | —            | —            | —            | —         | —         | 1:17:26,0 | +5:53,3 | 40.     | [ 13 ] |
| Peter Mlynár       | bieg indywidualny mężczyzn | —            | —            | —            | —            | —         | —         | 42:49,9   | +4:55,1 | 58.     | [ 14 ] |
| Alena Procházková  | bieg indywidualny kobiet   | —            | —            | —            | —            | —         | —         | 33:18,2   | +5:11,9 | 65.     | [ 15 ] |
| Alena Procházková  | sprint kobiet              | 3:36,84      | 63.          | NQ           | NQ           | NQ        | NQ        | NQ        | NQ      | 63.     | [ 15 ] |
| Kristína Sivoková  | bieg indywidualny kobiet   | —            | —            | —            | —            | —         | —         | 36:12,6   | +8:06,3 | 81.     | [ 16 ] |
| Kristína Sivoková  | sprint kobiet              | 3:46,25      | 72.          | NQ           | NQ           | NQ        | NQ        | NQ        | NQ      | 72.     | [ 16 ] |

### Bobsleje
| Zawodnik           | Konkurencja    | 1. przejazd | 1. przejazd | 2. przejazd | 2. przejazd | 3. przejazd | 3. przejazd | 4. przejazd | 4. przejazd | Suma    | Suma    | Źródło |
| Zawodnik           | Konkurencja    | Czas        | Miejsce     | Czas        | Miejsce     | Czas        | Miejsce     | Czas        | Miejsce     | Czas    | Miejsce | Źródło |
| ------------------ | -------------- | ----------- | ----------- | ----------- | ----------- | ----------- | ----------- | ----------- | ----------- | ------- | ------- | ------ |
| Viktória Čerňanská | monobob kobiet | 1:05,75     | 12.         | 1:06,41     | 15.         | 1:06,62     | 18.         | 1:06,47     | 15.         | 4:25,25 | 17.     | [ 17 ] |

### Hokej na lodzie
| Drużyna                         | Konkurencja      | Faza grupowa     | Faza grupowa     | Faza grupowa     | Faza grupowa | Runda kwalifikacyjna | Ćwierćfinały            | Półfinały        | Finał/Finał B    | Pozycja | Źródło |
| Drużyna                         | Konkurencja      | Przeciwnik Wynik | Przeciwnik Wynik | Przeciwnik Wynik | Pozycja      | Przeciwnik Wynik     | Przeciwnik Wynik        | Przeciwnik Wynik | Przeciwnik Wynik | Pozycja | Źródło |
| ------------------------------- | ---------------- | ---------------- | ---------------- | ---------------- | ------------ | -------------------- | ----------------------- | ---------------- | ---------------- | ------- | ------ |
| Reprezentacja Słowacji mężczyzn | turniej mężczyzn | Finlandia P 2:6  | Szwecja P 1:4    | Łotwa W 5:2      | 3. q         | Niemcy W 4:0         | Stany Zjednoczone W 3:2 | Finlandia P 0:2  | Szwecja W 4:0 FB | brąz    | [ 18 ] |

Skład reprezentacji Słowacji
Bramkarze: Branislav Konrad, Patrik Rybár, Matej Tomek; Obrońcy: Michal Čajkovský, Peter Čerešňák, Marek Ďaloga, Martin Gernát, Samuel Kňažko, Martin Marinčin, Šimon Nemec, Mislav Rosandić; Napastnicy: Peter Cehlárik, Marko Daňo, Adrián Holešinský, Marek Hrivík, Libor Hudáček, Tomáš Jurčo, Miloš Kelemen, Michal Krištof, Kristián Pospíšil, Pavol Regenda, Miloš Roman, Juraj Slafkovský, Samuel Takáč, Peter Zuzin; Trener: Craig Ramsay

### Narciarstwo alpejskie
| Zawodnik       | Konkurencja            | 1 przejazd | 1 przejazd | 2 przejazd | 2 przejazd | Łącznie | Łącznie | Źródło |
| Zawodnik       | Konkurencja            | Czas       | Pozycja    | Czas       | Pozycja    | Czas    | Pozycja | Źródło |
| -------------- | ---------------------- | ---------- | ---------- | ---------- | ---------- | ------- | ------- | ------ |
| Petra Hromcová | supergigant kobiet     | —          | —          | —          | —          | 1:20,11 | 38.     | [ 19 ] |
| Rebeka Jančová | slalom kobiet          | DNF        | DNF        | NQ         | NQ         | DNF     | DNF     | [ 20 ] |
| Rebeka Jančová | slalom gigant kobiet   | 1:06,56    | 48.        | DNF        | DNF        | DNF     | DNF     | [ 20 ] |
| Rebeka Jančová | supergigant kobiet     | —          | —          | —          | —          | 1:20,18 | 39.     | [ 20 ] |
| Petra Vlhová   | slalom kobiet          | 52,89      | 8.         | 52,09      | 1.         | 1:44,98 | złoto   | [ 21 ] |
| Petra Vlhová   | slalom gigant kobiet   | 59,34      | 13.        | 58,81      | 16.        | 1:58,15 | 14.     | [ 21 ] |
| Adam Žampa     | slalom mężczyzn        | 57,76      | 32.        | 53,25      | 25.        | 1:51,01 | 25.     | [ 22 ] |
| Adam Žampa     | slalom gigant mężczyzn | 1:05,86    | 21.        | 1:08,05    | 16.        | 2:13,91 | 15.     | [ 22 ] |
| Andreas Žampa  | slalom mężczyzn        | 58,06      | 33.        | DNF        | DNF        | DNF     | DNF     | [ 23 ] |
| Andreas Žampa  | slalom gigant mężczyzn | 1:06,15    | 23.        | 1:08,16    | 17.        | 2:14,31 | 16.     | [ 23 ] |

Drużynowe
| Zawodnicy                                              | Konkurencja      | 1/8 finału                | Ćwierćfinał      | Półfinał         | Mecz o brązowy medal | Finał            | Miejsce | Źródło |
| Zawodnicy                                              | Konkurencja      | Przeciwnik Wynik          | Przeciwnik Wynik | Przeciwnik Wynik | Przeciwnik Wynik     | Przeciwnik Wynik | Miejsce | Źródło |
| ------------------------------------------------------ | ---------------- | ------------------------- | ---------------- | ---------------- | -------------------- | ---------------- | ------- | ------ |
| Petra Hromcová Rebeka Jančová Adam Žampa Andreas Žampa | Zawody drużynowe | Stany Zjednoczone · P 1–3 | NQ               | NQ               | NQ                   | NQ               | 12.     | [ 24 ] |

### Saneczkarstwo
| Zawodniczka                                                 | Konkurencja      | 1. przejazd | 1. przejazd | 2. przejazd | 2. przejazd | 3. przejazd | 3. przejazd | 4. przejazd | 4. przejazd | Suma     | Suma    | Źródło        |
| Zawodniczka                                                 | Konkurencja      | Czas        | Miejsce     | Czas        | Miejsce     | Czas        | Miejsce     | Czas        | Miejsce     | Czas     | Miejsce | Źródło        |
| ----------------------------------------------------------- | ---------------- | ----------- | ----------- | ----------- | ----------- | ----------- | ----------- | ----------- | ----------- | -------- | ------- | ------------- |
| Jozef Ninis                                                 | jedynki mężczyzn | 58,205      | 18.         | 58,764      | 19.         | 58,856      | 23.         | NQ          | NQ          | 2:55,825 | 21.     | [ 25 ]        |
| Katarína Šimoňáková                                         | jedynki kobiet   | 1:00,124    | 27.         | 59,851      | 24.         | 59,761      | 26.         | NQ          | NQ          | 2:59,736 | 25.     | [ 26 ]        |
| Marián Skupek                                               | jedynki mężczyzn | 58,956      | 26.         | 58,976      | 23.         | 59,051      | 27.         | NQ          | NQ          | 2:56,983 | 26.     | [ 27 ]        |
| Tomáš Vaverčák Matej Zmij                                   | dwójki mężczyzn  | 1:00,138    | 15.         | 59,704      | 13.         | —           | —           | —           | —           | 1:59,842 | 13.     | [ 28 ] [ 29 ] |
| Katarína Šimoňáková Jozef Ninis Tomáš Vaverčák / Matej Zmij | sztafeta         | 1:01,579    | 11. (JK)    | 1:02,338    | 8. (JM)     | DNF (DM)    | DNF (DM)    | —           | —           | DNF      | DNF     | [ 30 ]        |

### Snowboarding
| Zawodnik        | Konkurencja       | Kwalifikacje | Kwalifikacje | Kwalifikacje | Kwalifikacje | Kwalifikacje | Finał | Finał | Finał | Finał | Miejsce | Źródło |
| Zawodnik        | Konkurencja       | Z1           | Z2           | Z3           | W            | M            | Z1    | Z2    | Z3    | W     | Miejsce | Źródło |
| --------------- | ----------------- | ------------ | ------------ | ------------ | ------------ | ------------ | ----- | ----- | ----- | ----- | ------- | ------ |
| Klaudia Medlová | big air kobiet    | 62,25        | 51,00        | 29,75        | 113,25       | 16.          | NQ    | NQ    | NQ    | NQ    | 16.     | [ 31 ] |
| Klaudia Medlová | slopestyle kobiet | DNS          | DNS          | DNS          | DNS          | DNS          | DNS   | DNS   | DNS   | DNS   | DNS     | [ 31 ] |